# Faguetia falcata
Faguetia  es un género de plantas,  perteneciente a la familia de las anacardiáceas. Su única especie: Faguetia falcata Marchand, es originaria de Madagascar donde se encuentra en la Provincia de Toamasina.

## Taxonomía
Faguetia falcata fue descrita por Nestor Léon Marchand y publicado en Révision du groupe des Anacardiacées 84, 175, t. 2, en el año 1869.